# Villanueva del Ariscal
Villanueva del Ariscal és un municipi de la província de Sevilla, Andalusia, Espanya. En l'any 2005 tenia 5.511 habitants. La seva extensió superficial és de 5 km² i té una densitat de 1.102,2 hab/km². Està situada a una altitud de 156 metres i a 15 quilòmetres de la capital de província, Sevilla.

## Història
Al principi va ser vila romana i posteriorment una alqueria àrab. En el repartiment de Sevilla va ser donada a l'Orde de Santiago en la persona del seu maestre Pelayo Correa, en 1253. Des de fins del segle xiv va ser constituïda com centre administratiu i judicial de les viles i llocs pertanyents a l'Orde de Santiago a El Aljarafe, i s'hi va crear una rectoria depenent del priorat de San Marcos de León, fins que, creat el bisbat de Llerena, va quedar com dependència intermèdia entre el priorat i la rectoria.
En 1831 va deixar de ser capçalera de l'Orde de Santiago. Des de principis del segle XX fins a 1.965 continua el creixement cap a l'oest, apareixent un nou eix de desenvolupament en la carretera d'Olivares (al nord). L'expansió cap al sud és encara poc important, encara que és aquí on es va a situar un nou accés al poble amb la construcció d'una semi-ronda. Des de 1.965 a 1.980, el creixement es produïx per diverses urbanitzacions de segones residències (fins ara inexistents en el municipi), situades a l'est i al sud del centre urbà, a cavall entre els termes de Villanueva i d'Espartinas. També s'acaben ara algunes barriades d'habitatges adossats iniciades en la dècada dels 60. El creixement dels últims anys s'ha trobat a l'est i al sud amb el límit administratiu del terme d'Espartinas. Per això, l'expansió de Villanueva s'ha orientat cap al nord i l'oest, primer amb intervencions tradicionals i després amb tipologies d'habitatges adossats sobre un viari regular. S'han anat ocupant, com extensió del nucli urbà, els terrenys embolicats per la semi-ronda, al mateix temps que en la sortida de la carretera d'Olivares han sorgit nous habitatges de segones residències. La morfologia resultant en l'actualitat és irregular i alguna cosa dispersa.

## Demografia
| 1996  | 1998  | 1999  | 2000  | 2001  | 2002  | 2003  | 2004  | 2005  |
| ----- | ----- | ----- | ----- | ----- | ----- | ----- | ----- | ----- |
| 4.432 | 4.472 | 4.585 | 4.750 | 4.864 | 4.939 | 5.206 | 5.340 | 5.511 |